# انریکه (بازیکن فوتبال، زاده ۱۹۶۶)
انریکه (پرتغالی: Henrique؛ زادهٔ ۱۵ مارس ۱۹۶۶) بازیکن فوتبال اهل برزیل بود.
از باشگاه‌هایی که در آن بازی کرده‌است می‌توان به باشگاه فوتبال توکیو وردی، باشگاه ورزشی پورتوگیزا، باشگاه فوتبال کورینتیانس، و باشگاه فوتبال گرمیو اشاره کرد.